# 自衛戦争
自衛戦争（じえいせんそう）とは、国家が自らの主権（縄張り）を維持・防衛するために自衛権の行使として行う戦争のことである。
一般的な概念として、領空侵犯・領海侵犯等、国家主権の侵害を行使した武力に対して順当に適応できる概念であるが、時代と共に自衛権自体が、非武力に対する武力行使をはじめとする各種の拡張解釈を含むようになり、正確な定義が困難となりつつある。
内外に対して自国の正当性を主張する為にこの語が用いられることが多く、そこから自衛戦争の概念は拡大解釈される傾向にあり、国民参加を導くためのプロパガンダとして多用される。第一次世界大戦後の不戦条約においては自衛戦争のみが許される戦争とされたため自衛戦争の概念がさらに多く用いられた。
戦争当事国の観点では、全ての戦争が自衛戦争であるとする解釈もあり、定義自体が無意味とする考えすらある。一方、「およそ全ての戦争は防衛目的で始められており、防衛戦争などという概念自体が有害」とする意見も存在する（吉田茂の衆議院における1946年6月29日の答弁）。
一般に予防戦争は自衛戦争ではないとされるが、核兵器が登場すると、たとえば敵が自国に向けて弾道ミサイルをまさに発射しようとしている場合、その基地を攻撃することは自衛上やむをえないとする議論が生まれた（額賀福志郎の発言）。
縄張りを言い張り人を巻き込む組織が抗争に関係する場合、自衛、被害側である事を宣言し関係する事が多い。加害側である事を宣言して抗争を行う集団（個）は少ない。